# Lepidosperma urophorum
Lepidosperma urophorum là loài thực vật có hoa trong họ Cói. Loài này được N.A.Wakef. mô tả khoa học đầu tiên năm 1953.